# Usad
Usad je geološki pojav pri katerem se ob močnem deževju premikajo manjši deli preperine. Je majhen in ozek plaz, katerih trajanje je zelo kratko. V Sloveniji so primeri usadov gričevja na Primorskem in Štajerskem. 
Ponavadi nastanejo, ker se pod preperelimi kamninami nabira voda iz dežja. Po močnih padavinah prepereline postanejo težje kot natopljeni material pod njimi, ki se pretvori v blato, ter se posledično premikajo navzdol.